# Chōshi

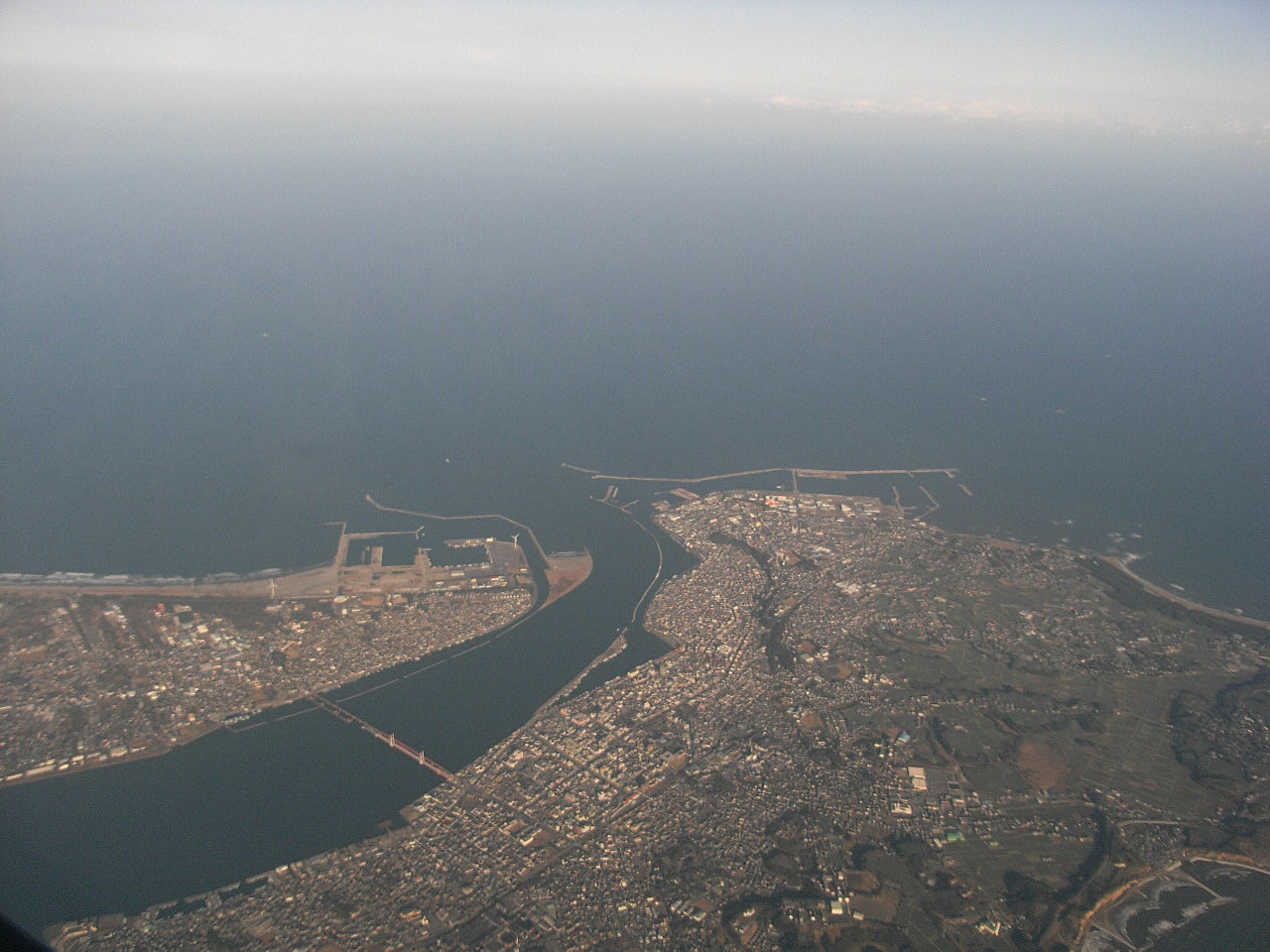
Estuarul râului Tone, Choshi

Chōshi (銚子市 Chōshi-shi?) este un municipiu din Japonia, prefectura Chiba.